# Dave Farrington
David Farrington, detto Dave (1948 – 17 dicembre 2008), è stato un allenatore di calcio e calciatore neozelandese.
È stato il primo commissario tecnico della Nazionale di calcio femminile della Nuova Zelanda, con cui ha vinto la Coppa d'Asia nel 1975. A lui è dedicato lo stadio di Miramar, dove normalmente giocano Miramar Rangers e Team Wellington.

## Carriera

### Giocatore
La sua decennale carriera da giocatore si è svolta tutta nei Miramar Rangers, una delle squadre più titolate della Nuova Zelanda.

### Allenatore
Dopo il ritiro dai campi di gioco, è rimasto nella squadra di Wellington in veste di allenatore fino al 2004. Nel 1975 è stato scelto come commissario tecnico della nazionale femminile, con cui ha vinto la prima edizione del campionato asiatico.

### Dirigente sportivo
Nel 2007 diventa General Manager del Team Wellington (la franchise a cui erano al tempo associati i Miramar Rangers), carica che occupa fino alla morte.

### Vita privata
Sposato con Jann, ha avuto tre figli.